# Middle Fork Payette River
Der Middle Fork Payette River ist ein rechter Nebenfluss des South Fork Payette River im Osten des US-Bundesstaates Idaho.
Der Fluss entspringt in den Salmon River Mountains auf einer Höhe von etwa 1900 m. Der Middle Fork Payette River fließt in südsüdwestlicher Richtung durch das Bergland des Boise National Forest und mündet nahe der Ortschaft Crouch in den nach Westen strömenden South Fork Payette River. Der 65 km lange Middle Fork Payette River entwässert ein Areal von 872 km². Der mittlere Abfluss des Middle Fork Payette River am Pegel Crouch beträgt 10,5 m³/s. Der Mai ist in der Regel der abflussstärkste Monat.
Der Flusslauf ist über Forststraßen gut zugänglich und ein beliebtes Angelziel. Im Fluss gibt es u. a. folgende Fischarten: Bachsaibling (Salvelinus fontinalis), Stierforelle (Salvelinus confluentus), Cutthroat-Forelle (Oncorhynchus clarki), Prosopium williamsoni (Mountain Whitefish), Regenbogenforelle (Oncorhynchus mykiss) und Oncorhynchus mykiss gairdneri (Redband Trout).